# Gal·la (emperadriu consort)
Gal·la, (morta el 394 dC) era filla de l'emperador Valentinià I i Justina. Fou la segona muller de Teodosi I el Gran, que havia enviudat. Segons Zòsim, va acompanyar a la seva mare Justina i el seu germà Valentinià II quan van fugir cap a Constantinoble degut a la invasió d'Itàlia per l'usurpador Magne Màxim l'any 387.
Justina va tenir l'habilitat de donar a conèixer la seva filla a l'emperador Teodosi a Tessalònica, on van arribar en la seva fugida. La va situar, plorosa, davant de l'emperador, per suscitar-li compassió i també desig. Gal·la era famosa per la seva bellesa i l'emperador no va tardar a demanar-li matrimoni. Justina li va refusar el consentiment excepte si feia fora a Màxim i restaurava a Valentinià II. Teodosi va accedir i l'enllaç es va formalitzar a finals del 387.
Durant l'absència de Teodosi, que va anar a Itàlia, Gal·la es va trobar a palau amb el seu fillastre Arcadi i els que governaven en nom seu. Va morir de part, el 394, quan Teodosi preparava l'atac a Eugeni i Arbogast, i va deixar una filla, Gal·la Placídia, i un fill, Gracià, que va morir abans que el seu pare. El part que va provocar la mort de Gal·la no se sap si fou el de Gracià o un tercer part. Es creu que era arriana com també ho era Justina, i el silenci del bisbe Ambròs de Milà sobre Gal·la, ho fa versemblant.